# Pseudomanga
Pseudomanga är en term för tecknade serier som till sin tecknarstil är inspirerade av mangaserier (det vill säga serier från Japan). Pseudomanga är vanligen skapade i Europa eller USA. Även koreanska serier (manhwa) och kinesiska serier (manhua) kan i bredare mening sägas vara typer av pseudomanga.

## Stil
Något som kan skilja en manga från en pseudomanga är att många skapare av den senare enbart använder en japaninspirerad teckningsstil och inte den klassiska japanska grafiska berättartekniken.[källa behövs]

## Svensk manga
Termen "svensk manga" är ett i ibland använt begrepp för pseudomanga skapat i Sverige.
Begreppet är omdiskuterat bland Japan-inspirerade serietecknare och en del hävdar att ordet felanvänds. Kritikerna menar att manga bara är en synonym för tecknad serie och att man lika gärna skulle kunna kalla det en svensk serie. [källa behövs]
En annan vanlig kritik mot begreppet är mer formmässig och går ut på att många av dessa serier är traditionellt "svenska" serier med japanskinspirerade figurer, men med västerländsk berättarteknik eller dylikt.[källa behövs]

## Känd pseudomanga
- W.i.t.c.h., italiensk disneyserie av Elisabetta Gnone.
- Monster Allergy, italiensk disneyserie av Katja Centomo.
- Dead Boy Detectives och Death: at Death's Door, Sandman-spinoffer av amerikanen Jill Thompson.
- Kylion, italiensk science fiction-serie av Francesco Artibani.
- Ninja Highschool, amerikansk serie av Ben Dunn.
- Miki Falls, av Mark Crilley

### Svensk pseudomanga
- Kick Off!, av Yokaj Studio.
- Stål mot blått, av Soya från Yokaj Studio.
- Kishako, sportreportern, svensk sportserie av Pidde Andersson och Åsa Ekström.
- Lova, av Natalia Batista.
- Tokyo by Night, svensk serie av Åsa Ekström.
- Stall Norrsken, svensk romansvit med serieinslag av Noomi Hebert, Lena Ollmark och Åsa Ekström.
- Tecknarkollektiven Yokaj Studio, Nosebleed Studio och ReYa.